# 青山车辆段

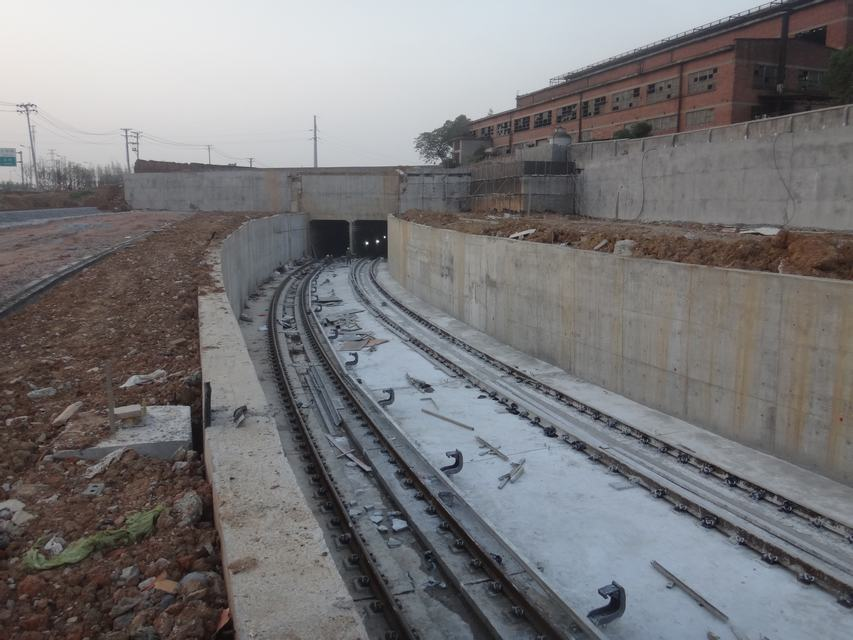
进出青山车辆段的轨道

青山車輛段是武汉地铁4号线的車輛基地。虽然名为“青山”车辆段，但本段并不在武汉市青山区辖内，而是位于洪山区辖区内。本段承担4号线部分车辆的停车列检等任务和全部车辆的厂/架及定/临修/周月检任务，共计建筑面积约88111平方米。遠期青山車輛段可以作为路网性的车辆厂架修基地之一，承担4、10号线车辆的厂/架修任务。并且青山車輛段預留有上蓋物業開發條件。

## 附近地區
武漢火車站、漢鄂高速青山服務區、武汉冶金设备制造公司